# Стів Геґґ
Стів Геґґ (англ. Steve Hegg, 3 грудня 1963) — американський велогонщик.
Олімпійський чемпіон 1984 року в індивідуальній гонці переслідування, срібний призер 1984 року в командній гонці переслідування, учасник 1996 року.